# Euphyia eductata
Euphyia eductata là một loài bướm đêm trong họ Geometridae.